# Distrito electoral 20 (condado de Monroe, Illinois)
El distrito electoral de 20 (en inglés: Precinct 20) es un distrito electoral ubicado en el condado de Monroe en el estado estadounidense de Illinois. En el Censo de 2010 tenía una población de 1263 habitantes y una densidad poblacional de 134,23 personas por km².

## Geografía
Según la Oficina del Censo de los Estados Unidos, tiene una superficie total de 9.41 km², de la cual 9.27 km² corresponden a tierra firme y (1.49%) 0.14 km² es agua.

## Demografía
Según el censo de 2010, había 1263 personas residiendo en el distrito electoral de 20. La densidad de población era de 134,23 hab./km². De los 1263 habitantes, el distrito electoral de 20 estaba compuesto por el 98.02% blancos, el 0.24% eran afroamericanos, el 0.08% eran amerindios, el 0.24% eran asiáticos, el 0% eran isleños del Pacífico, el 0.4% eran de otras razas y el 1.03% pertenecían a dos o más razas. Del total de la población el 1.43% eran hispanos o latinos de cualquier raza.